# Длинный сгибатель пальцев
Длинный сгибатель пальцев (лат. Musculus flexor digitorum longus) — мышца голени задней группы.
Располагается на задней поверхности большеберцовой кости. Начинается от средней трети задней поверхности большеберцовой кости и от глубокого листка фасции голени. Направляясь вниз, переходит в длинное сухожилие, которое огибает сзади медиальную лодыжку, располагаясь под лат. retinaculum mm. flexorum. Затем сухожилие переходит на подошву, направляясь косо кнаружи, и делится на четыре отдельных сухожилия, которые направляются по II—V пальцам стопы, прикрепляясь к основаниям дистальных фаланг. Перед прикреплением каждое сухожилие прободает сухожилие короткого сгибателя пальцев (лат. m. flexor digitorum brevis).

## Функция
Функция мышцы относительно сгибания пальцев невелика. Главным образом она воздействует на стопу в целом, производя при свободной ноге её сгибание и супинацию. Она также вместе с трёхглавой мышцей голени принимает участие в постановке стопы на носок (хождение на цыпочках). В положении стоя вместе с длинной подошвенной связкой (лат. lig. plantare longum) активно содействует укреплению продольного свода стопы. При ходьбе прижимает пальцы к опоре.